# Working Girl
Ne doit pas être confondu avec WorkinGirls ou Working Girls (film, 1931).
Pour plus de détails, voir Fiche technique et Distribution.
Working Girl, intitulé Quand les femmes s'en mêlent au Québec, est un film américain de Mike Nichols, sorti en 1988, avec Melanie Griffith, Sigourney Weaver et Harrison Ford.
Le film, qui évoque les carrières des femmes en entreprise, est un succès aussi bien critique qu'au box-office, avec une recette totale de 103 millions de dollars dans le monde.

## Synopsis
Tess McGill, une femme trentenaire issue de la classe ouvrière de Staten Island, travaille comme secrétaire à New York au sein d'une société de courtage en valeurs mobilières d'une banque d'investissement de Wall Street. Intelligente et travailleuse, Tess possède également un diplôme en administration des affaires, qu'elle a décroché en suivant les cours du soir. Mais son patron, David Lutz, ne la considère pas à sa juste valeur. Après une blague douteuse, la jeune femme décide de plaquer son emploi.
Tess décroche ensuite un poste de secrétaire au service des fusions et acquisitions d'une importante société, devenant l'assistante de la redoutée femme d'affaires Katharine Parker qui, en apparence, fait mine de sympathiser avec elle, l'encourageant à partager ses idées. Tess, souhaitant dépasser sa condition de simple secrétaire en devenant un jour cadre, accepte de collaborer avec Katharine. Elle lui propose ainsi une idée intéressante au sujet de l'acquisition d'une chaîne de station de radio pour Trask Industries, le client dont Katharine s'occupe. Cette dernière accepte d'étudier l'idée de Tess, lui rappelant qu'elles travaillent toutes deux en équipe.
Plus tard, Katharine affirme à Tess que le projet n'est pas viable puis s'absente plusieurs jours en Europe. Cependant, à la suite d'un accident de ski, Katharine reste absente plus longtemps. Tess découvre alors que sa patronne lui a volé son idée ; le soir même, elle trouve également son petit ami Mick dans les bras d'une autre femme. N'ayant plus rien à perdre et malgré les mises en garde de sa collègue et amie Cynthia, Tess entreprend de se faire passer pour la collaboratrice de Katharine Parker afin de réaliser elle-même son idée. Elle rencontre alors Jack Trainer, l'associé de Katharine, pour l'aider dans sa tâche. Tess et Jack travaillent ensuite d'arrache-pied pour mener à bien ce projet et finissent par tomber amoureux, Jack ignorant la vérité sur Tess.
Revenue à New York, Katharine Parker découvre le pot aux roses et débarque en pleine séance de négociations entre Oren Trask et Armbrister, le patron de la chaîne de radio. Confrontée à l'assistance et surtout à Jack, qui sait maintenant que Tess n'est qu'une simple secrétaire, la jeune femme, démasquée quitte la réunion. Pensant avoir tout perdu, Tess reprend ses affaires personnelles et se prépare à quitter la société. Mais, alors qu'elle quitte l'immeuble, elle tombe sur Jack, Katharine, Trask et ses associés. Malgré son manque d'honnêteté initial envers Jack, Tess parvient à le convaincre que l'idée du projet d'acquisition venait bel et bien d'elle et que leur histoire d'amour n'était pas par intérêt. Tess finit également par convaincre Trask en lui détaillant point par point l'idée de l'acquisition de la chaîne de radio pour sa société. L'homme d'affaires confronte alors Katharine qui, incapable de répondre correctement, est remerciée sur le champ par Trask. Tess est ensuite engagée par Trask, et son histoire d'amour avec Jack reprend.
Lors de son premier jour de travail pour Trask, Tess McGill réalise, alors qu'elle arrive à son nouveau bureau, qu'elle n'est plus secrétaire comme elle le pensait mais bien cadre. Après avoir discuté avec sa nouvelle secrétaire, elle prend quelques instants pour regarder le paysage par la baie vitrée de son bureau qui surplombe Manhattan, appelant son amie Cynthia au téléphone pour lui dire qu'elle a décroché le job de ses rêves.

## Fiche technique
- Titre : Working Girl
- Titre québécois : Quand les femmes s'en mêlent
- Réalisation : Mike Nichols
- Scénario : Kevin Wade (en)
- Production : Douglas Wick, Robert Greenhut (en) et Laurence Mark (en)
- Société de production : Twentieth Century Fox
- Budget : 28 600 000 $ (21,5 millions d'euros)
- Musique : Carly Simon (chanson Let the River Run), Rob Mounsey (en)
- Photographie : Michael Ballhaus
- Montage : Sam O'Steen
- Décors : Patrizia von Brandenstein
- Costumes : Ann Roth
- Pays d'origine :  États-Unis
- Langue : anglais
- Format : couleurs - 1,85:1 - Dolby - 35 mm
- Genre : comédie romantique
- Durée : 115 minutes
- Dates de sortie :
  - États-Unis : 20 décembre 1988 (première à Los Angeles) ; 21 décembre 1988 (sortie nationale)
  - France : 8 mars 1989

## Distribution

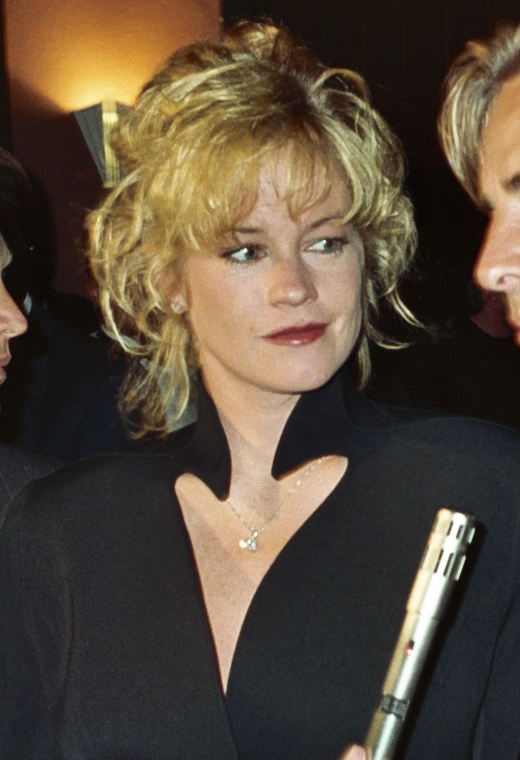
Melanie Griffith (ici en 1990) interprète le rôle principal de Tess McGill.

- Harrison Ford (VF : Richard Darbois) : Jack Trainer
- Sigourney Weaver (VF : Sylvie Moreau) : Katharine Parker
- Melanie Griffith (VF : Béatrice Agenin) : Tess McGill
- Alec Baldwin (VF : Michel Vigné) : Mick Dugan
- Joan Cusack (VF : Isabelle Ganz) : Cynthia
- Philip Bosco (VF : William Sabatier) : Oren Trask
- Nora Dunn (VF : Mireille Audibert) : Ginny
- Oliver Platt (VF : Marc François) : David Lutz, le premier boss de Tess
- James Lally (VF : Jean-Philippe Puymartin) : Turkel
- Kevin Spacey (VF : Jean-Pierre Moulin) : Bob Speck
- Robert Easton (VF : Benoît Allemane) : Armbrister
- Olympia Dukakis (VF : Nathalie Nerval) : la directrice du personnel
- Amy Aquino : Alice Baxter
- Jeffrey Nordling (VF : Éric Herson-Macarel) : Tim Rourke
- Elizabeth Whitcraft (en) : Doreen DiMucci
- Barbara Garrick : Phyllis Trask
- Tim Carhart (VF : Patrick Poivey) : Tim Draper

## Production

### Attribution des rôles
Avant que les rôles n'échoient à Sigourney Weaver et Melanie Griffith, la production pensa à Michelle Pfeiffer et Meryl Streep pour interpréter Tess et Katharine. Le film marque les débuts au cinéma de David Duchovny ; on peut le voir, caché dans la salle de bain, lors de la fête d'anniversaire de Tess.
Avant de jouer dans Working Girl, Olympia Dukakis et Amy Aquino ont toutes deux tourné sous la direction de Norman Jewison dans Éclair de lune (1987). Harrison Ford tourne à nouveau avec Mike Nichols trois ans plus tard dans le film À propos d'Henry.

### Tournage
Le tournage a débuté en février 1988 et s'est déroulé à New York. Les scènes situées dans le hall de l'immeuble de bureaux où travaille Tess ont été tournées dans le hall du 7 World Trade Center, détruit lors des attaques du 11 septembre.
Les scènes dans le bureau du secrétariat de Tess et dans celui de Katharine Parker ont été filmées au State Street Plaza (en) à l'angle de Whitehall et State Street. Le gratte-ciel One Chase Manhattan Plaza représente le bâtiment de Trask Industries.

### Bande originale
- Let the River Run, interprété par Carly Simon
- I'm So Excited, interprété par The Pointer Sisters
- The Lady In Red, interprété par Chris de Burgh
- Straight from the Heart, interprété par The Gap Band
- St. Thomas, composé par Sonny Rollins
- Isn't It Romantic?, composé par Richard Rodgers
- The Man That Got Away, composé par Harold Arlen
- Poor Butterfly, composé par John Golden et Raymond Hubbell

## Accueil

### Critique
Working Girl rencontre un accueil critique majoritairement positif.
Sur le site agrégateur de critiques Rotten Tomatoes, le film obtient un score de 85 % d'avis favorables, sur la base de 46 critiques collectées et une note moyenne de 6,90 sur 10 ; le consensus du site indique : « Récit de Cendrillon en entreprise pleine d'entrain, Working Girl a le bon casting, la bonne histoire et le bon réalisateur pour tout mettre en place ». Sur Metacritic, le film obtient une note moyenne pondérée de 73 sur 100, sur la base de 17 critiques collectées ; le consensus du site indique : « Avis généralement favorables ».

### Box-office
Sorti aux États-Unis le 21 décembre 1988 dans 1 051 salles, le film a rapporté 4,7 millions de dollars lors de son week-end d'ouverture. Il a ensuite rapporté 63,8 millions de dollars en Amérique du Nord et 39,2 millions de dollars dans le reste du monde, pour un total mondial de 103 millions de dollars.

## Distinctions

### Récompenses
- Oscar de la meilleure chanson originale en 1989 pour Carly Simon avec Let the River Run.
- American Comedy Awards 1989 : second rôle féminin le plus drôle pour Joan Cusack.
- Golden Globes 1989 : meilleur film de comédie, meilleure actrice pour Melanie Griffith, meilleur second rôle féminin pour Sigourney Weaver et meilleure chanson pour Carly Simon avec Let the River Run.
- Grammy Awards 1990 : meilleure chanson pour Carly Simon avec Let the River Run.

### Nominations
- Oscars 1989 : meilleur film, meilleur réalisateur, meilleure actrice pour Melanie Griffith et meilleurs seconds rôles féminins pour Joan Cusack et Sigourney Weaver.
- Golden Globes 1989 : meilleur réalisateur et meilleur scénario.
- Writers Guild of America 1989 : meilleur scénario original.
- BAFTA Awards 1990 : meilleure actrice pour Melanie Griffith, meilleur second rôle féminin pour Sigourney Weaver et meilleure bande originale de film pour Carly Simon.

## Analyse du film
Working Girl est l'un des rares films américains de l'époque portant sur l'emploi et la carrière des femmes. Pour obtenir un poste supérieur au sien, la secrétaire Tess McGill s'amuse de nombreuses fois à porter les vêtements de Katharine Parker, à imiter son apparence, ainsi que sa manière de parler,.
Le film dépeint de cette manière l'importance que la société porte aux codes vestimentaires et à l'apparence, plus encore lors de cette décennie. Le film arrive après le krach de 1987 et devient la quintessence du courant appelé power dressing mais également son oraison funèbre, la mode devenant plus sobre, plus terne, dans les années suivantes.
Condensé des codes vestimentaires en vigueur à l'époque, ce film peut être comparé à Wall Street d'Oliver Stone, où se précise l'apogée du style yuppies. Gail Ching-Liang Low utilise le terme de « travestissement culturel » pour décrire le port de vêtements n'appartenant pas à ses fonctions et à son rang social.

## Postérité
Une série télévisée adaptée du film, Working Girl (en), est réalisée par Matthew Diamond (en) en 1990 avec l'actrice Sandra Bullock dans le rôle titre.
Le clip vidéo de la chanson Nice to Meet Ya de Meghan Trainor et Nicki Minaj, sorti le 31 janvier 2020, rend hommage au film. Trainor y interprète un personnage fortement inspiré de Tess McGill.